# نوار آب‌بندی

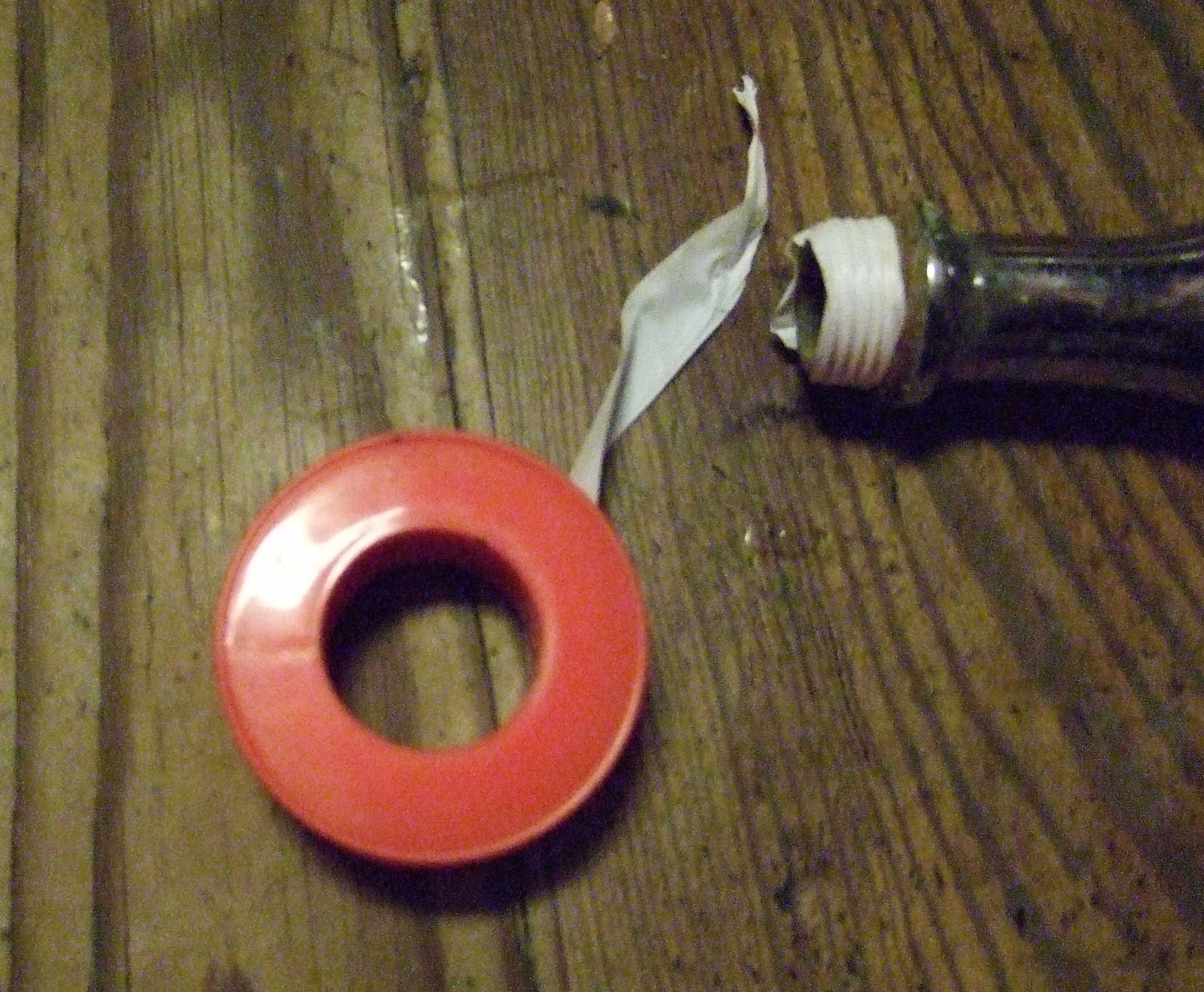

نوار آب‌بندی یا نوار تفلون (نام متداول اما نادرست با استفاده از نام تجاری) یا نوار PTFE، یکی از لوازمی است که در لوله‌کشی به کار برده می‌شود.
نوار آب‌بندی، نواری کم ضخامت از جنس پلی تترافلوئورواتیلن (که بزرگترین تولیدکننده‌اش آن را با نام تفلون تولید می‌کند و در ساخت ظروف نچسب هم به کار می‌رود) می‌باشد که برای آب‌بندی محل اتصال لوله‌های حدیده شده از آن استفاده می‌شود.